# 5 км (зупинний пункт, Кримська дирекція Придніпровської залізниці)
5 кіломе́тр — залізничний пасажирський зупинний пункт Кримської дирекції залізничних перевезень Придніпровської залізниці на лінії Керч — Аршинцеве між станціями Керч (5 км) та Аршинцеве (13 км). Розташований на сході міста Керч (Індустріальний парк) АР Крим

## Пасажирське сполучення
Станом на серпень 2019 року по зупинному пункту 5 км пасажирське сполучення відсутнє.